# Joel Birman
Joel Birman (Vitória, ES, 1946) é um psiquiatra e psicoterapeuta brasileiro descendente de imigrantes judeus romenos. Ele se formou em medicina na década de 1970 e efetuou sua pós-graduação em São Paulo e Paris.
Birman escreveu vários livros no Brasil e na França sobre psicanálise. Atualmente ele é professor de Psicologia na Universidade Federal do Rio de Janeiro (UFRJ) e do Instituto de Medicina Social na Universidade Estadual do Rio de Janeiro (UERJ).
Está construindo, no Collège International de Philosophie, em Paris, uma linha de pesquisa interdisciplinar em psicanálise e filosofia em torno da questão das 'Novas condições do mal-estar na civilização'.

## Prêmios e Indicações
Em 2013, Birman ganhou o Prêmio Jabuti na categoria Psicologia e Psicanálise com a obra Sujeito na Contemporaneidade publicado pela Editora Civilização Brasileira. No mesmo ano recebeu o Prêmio Sérgio Buarque de Holanda na categoria Ensaio Social por sua obra O sujeito na contemporaneidade.